# Villa Porto (Vivaro)
Pour les articles homonymes, voir Villa Porto.
La villa Porto est une villa veneta traditionnellement attribuée à Andrea Palladio sise à Vivaro, un hameau de la commune de Dueville, dans la province de Vicence et la région Vénétie en Italie.

## Historique

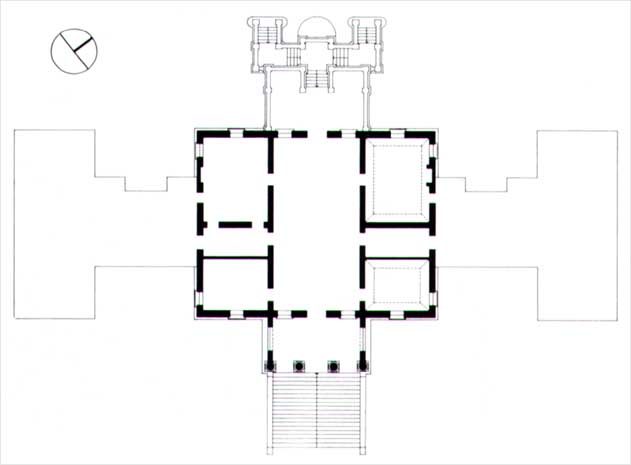
Plan de la villa (Cevese 1971).

En 1554, Paolo Porto partage avec ses frères l'héritage paternel et acquiert une propriété foncière à Vivaro, au nord de Vicence où, durant les quatre années suivantes, il réalise une villa que la tradition veut qu'elle soit un projet de Palladio.
Le comte Paolo Porto, l'un des plus puissants chanoines de la cathédrale (en 1550, il est sur le point de devenir évêque) est un homme cultivé et raffiné qui passe beaucoup de temps à Rome, où il est l'ami du cardinal Alexandre Farnese et compte, parmi ses amis et parents vicentins, des commanditaires de Palladio de premier ordre, comme Giangiorgio Trissino, Biagio Saraceno, Bernardo Schio ou Girolamo Garzadori. Un tel réseau d'amitiés pourrait l'avoir mis très facilement en contact avec Palladio, même si, à bien y regarder, l'architecture de la villa pose plus de doutes que de certitudes, en montrant plusieurs phases de construction qui rendent difficile la détermination de l'apparence stylistique du bâtiment à un éventuel projet original de Palladio ; ainsi, le portique, par exemple, se greffe avec une évidente discontinuité sur le corps central. Les deux ailes latérales sont, sans aucun doute, du XIXe siècle, fruit d'une palladisation ultérieure de la villa due à l'architecte Antonio Caregaro Negrin.

## Sources
- (it) Cet article est partiellement ou en totalité issu de l’article de Wikipédia en italien intitulé « Villa Porto (Vivaro) » (voir la liste des auteurs) dans sa version du 15 décembre 2008. Il est lui-même issu du texte relatif à la villa Porto - Vivaro di Dueville - (1554), sur le site du CISA, http://www.cisapalladio.org, lequel a autorisé sa publication (cf  tkt #2008031210017761)